# Paroecanthus annulatus
Paroecanthus annulatus är en insektsart som först beskrevs av Scudder, S.H. 1869.  Paroecanthus annulatus ingår i släktet Paroecanthus och familjen syrsor. Inga underarter finns listade i Catalogue of Life.